# Chris Wickham
Christopher John Wickham (18 maggio 1950) è uno storico inglese, docente di storia medievale presso l'università di Oxford e fellow della All Souls College.

## Biografia
Wickham ha studiato al Keble College dell'Università di Oxford, dove ottenne prima un Bachelor of Arts e poi nel 1975 divenne Doctor of Philosophy con una tesi intitolata "Economy and society in 8th century northern Tuscany".
Ha passato quasi trent'anni della sua carriera all'Università di Birmingham. Nel 2005 è diventato docente di storia medievale presso l'università di Oxford e fellow della All Souls College.
Nel 1998 è stato eletto Fellow della British Academy.
È membro sia del Partito Laburista e dei Democratici di Sinistra
È sposato con un'altra storica del medioevo, Leslie Brubaker.

## Campo di studi
La sua principale area di ricerca è l'Italia medievale, e più precisamente la Toscana e l'Italia centrale, dalla fine dell'Impero romano fino a circa il 1300. Si è concentrato maggiormente negli studi della società e dell'economia, ma anche della legge e della politica dell'area. Ha anche collaborato a progetti di ricognizione archeologica nell'Etruria meridionale. Wickham ha lavorato con un modello marxista modificato su come la società europea è cambiata dalla tarda antichità e il primo Alto Medioevo inaugurando un'analisi comparativa socio-economica in questo periodo.

## Opere
- Studi sulla società degli Appennini nell'alto Medioevo: contadini, signori e insediamento nel territorio di Valva (Sulmona), Bologna, 1982.
- L' Italia nel primo Medioevo: potere centrale e società locale, Milano, 1983.
- Il problema dell'incastellamento nell'Italia centrale: l'esempio di San Vincenzo al Volturno, Firenze, 1985.
- The mountains and the city: the Tuscan Apennines in the early Middle Ages, Oxford, 1988.
- Land and power: studies in Italian and European social history, Londra, 1994.
- Comunità e clientele nella Toscana del XII secolo. Le origini del comune rurale nella Piana di Lucca, Roma, Viella, 1995, ISBN 9788885669383
- Dispute ecclesiastiche e comunità laiche: il caso di Figline Valdarno (XII secolo), Figline Valdarno, 1998
- Legge, pratiche e conflitti: tribunali e risoluzione delle dispute nella Toscana del XII secolo, Roma, Viella, 2000. ISBN 9788883340079
- Economia altomedievale in Storia medievale. Roma, Donzelli, 2003. ISBN 8879894064
- Framing the early Middle Ages: Europe and the Mediterranean 400–800, Oxford University Press, 2005.
- Le società dell'alto medioevo Europa e Mediterraneo, secoli V-VIII, Roma, Viella, 2009, ISBN 9788883343773
- Roma medievale. Crisi e stabilità di una città, 900-1150, Roma, Viella, 2013, ISBN 9788867280599
- L'eredità di Roma. Storia d'Europa dal 400 al 1000 d.C., Roma-Bari, Laterza, 2016, ISBN 9788858125588
- Sonnambuli verso un nuovo mondo. L'affermazione dei comuni italiani nel XII secolo, Roma, Viella, 2017, ISBN 9788867286546
- L'Europa nel Medioevo, Roma, Carocci, 2018, ISBN 9788843089963